# КС-13 — Красний Октябрь/Бозой
КС-13 — Красний Октябрь/Бозой — елемент газотранспортної системи Казахстану.
В 1960-х роках спорудили протяжну систему Бухара — Урал, яка мала дві нитки діаметром по 1020 мм та транспортувала узбецьке блакитне паливо у північному напрямку. На території Казахстану знаходилось кілька компресорних станцій — КС‐10 Середній Устюрт (наразі носить назву «Бозой»), КС‐11 Північний Устюрт («Бегімбет»), КС‐12 Сольоная («Шалкар»), КС‐13 Новогодняя («Талдик») та КС‐14 Молодьожная («Красний  Октябрь»), при цьому невдовзі після КС-14 починався газопровід-відгалуження до промислового центру Актюбінська. З розпадом СРСР використання системи Бухара — Урал в проектному режимі припинилось.
У 2007-му в Актюбінській області стала до ладу перша черга ГПЗ-2 зі складу газопереробного комплексу родовища Жанажол. Для видачі її продукції спорудили трубопровід Жанажол — КС-13, протранспортований яким ресурс первісно міг подаватись по системі Бухара — Урал на північ, у напрямку газопроводу Красний Октябрь — Актобе та Росії.
В 2014-му ввели в дію ще дві черги ГПЗ-2, що робило Жанажольський комплекс потенційним постачальником трансказахського газопроводу Бейнеу — Бозой — Шимкент, для чого потрібно було використовувати ділянку КС-13 — Бозой у реверсному режимі. Можливо наголосити, що запуск Бейнеу — Шимкент почався в 2013-му саме з використанням ресурсу з ГПЗ Жанажол і лише за кілька років стало можливим перекачувати по ньому продукцію з прикаспійського регіону.
Хоча первісно пропускна здатність системи Бухара — Урал складала до 56 млн м3 на добу при робочому тиску у 5,5 МПа, наразі через погіршення технічного стану фактична пропускна здатність становить лише 20 млн м3 на добу при робочому тиску до 4,4 МПа.
Ще одним режимом використання ділянки Красний Октябрь — Бозой є постачання природного газу російського походження, що потребує реверсування руху, починаючи з компресорної станції Домбарівка (Оренбурзька область). Є відомості, що таку угоду уклали в 2019 році.